# اتفاقية هيوستن
كان اتفاق هيوستن نتيجة للمفاوضات بين جبهة البوليساريو والمغرب بشأن تنظيم استفتاء من شأنه أن يشكل تعبيرا عن تقرير المصير لشعب الصحراء الغربية، وربما يؤدي إلى الاستقلال الكامل أو الاندماج داخل المغرب. وأجريت المحادثات خلال عام 1997 في هيوستن بالولايات المتحدة تحت رعاية ممثل الأمم المتحدة جيمس بيكر، في إطار خطة التسوية لعام 1991. وكان من المفترض أن يؤدي الاتفاق إلى إجراء استفتاء في عام 1998، بعد أن تم منع إجرائه في عام 1992 كما كان متصورا في الأصل.
تم التوقيع على اتفاقية بيكر في معهد بيكر للسياسة العامة بجامعة رايس تحت رعاية مجلس الأمن التابع للأمم المتحدة في الفترة من 14 إلى 16 سبتمبر 1997. في هيوستن وأصبح يعرف باسم اتفاق هيوستن. ووقع الطرفان على الوثيقة النهائية التي تتضمن كافة الاتفاقيات، وتم توثيقها على أنها وثيقة الأمم المتحدة رقم S/1997/742 الفقرة 4-13. وكانت هذه هي المرة الأولى في عملية السلام التي يتم فيها التوقيع على أي اتفاق بين الأطراف المتصارعة. أراد المغرب زيادة قائمة الناخبين بناء على الإحصاء الذي أجري خلال العهد الإسباني في السبعينيات، في حين رفضت جبهة البوليساريو الاقتراح، مما أدى إلى منع الاستفتاء.

## خلفية
كانت أجزاء الصحراء الغربية مستعمرة إسبانية حتى عام 1975. وكانت آخر مقاطعة استعمارية في أفريقيا.  اندلعت حرب بين القوات المشتركة للمغرب وموريتانيا ضد حركة التحرير الوطني الصحراوية، جبهة البوليساريو، التي أعلنت الجمهورية العربية الصحراوية الديمقراطية مع حكومة في المنفى في تندوف، الجزائر. انسحبت موريتانيا في عام 1979، وفي نهاية المطاف تمكن المغرب من السيطرة على معظم الأراضي، بما في ذلك جميع المدن الكبرى والموارد الطبيعية.  تشكلت جبهة البوليساريو عام 1973 للدفاع عن حقوق الصحراويين. وهاجمت البوليساريو المواقع المغربية عدة مرات. واستمرت الحرب بين البوليساريو والمغرب في المنطقة بدعم من الجزائر للبوليساريو والولايات المتحدة وفرنسا والمملكة العربية السعودية للمغرب. 
وعلى الرغم من الجهود المتواصلة التي تبذلها الأمم المتحدة، فقد وقعت هجمات متبادلة بين المغرب والبوليساريو. خلال عام 1989، ادعت الجزائر أنها ستواصل دعم الجمهورية العربية الصحراوية الديمقراطية وسط قلق متزايد من قطع الجزائر علاقاتها مع الجمهورية العربية الصحراوية الديمقراطية. أدى تأخير الملك الحسن المطول إلى إحباط الجمهورية العربية الصحراوية الديمقراطية وبدأوا الهجوم.  

## خطة بيكر
واستمر القتال حتى 1 سبتمبر 1991 عندما توسطت بعثة تابعة للأمم المتحدة من أجل السلام ووقف إطلاق النار في المنطقة. لقد كانت هناك مقترحات مختلفة من كلا الطرفين في الأمم المتحدة. قام جيمس أ. بيكر، وهو دبلوماسي في المنطقة، بوضع خطتين استيطانيتين، أطلق عليهما خطة بيكر بعد عام 1997. في الخطة الأولى، اقترح الحكم الذاتي للمنطقة على أن يدير المغرب الشؤون الخارجية والدفاع. وقد رفضت البوليساريو والجزائر الخطة، مما يشير إلى أنه لا يمكن قبول أي اقتراح دون الاستقلال. وجادلوا أيضًا بأن إحصاء السكان الأصليين يجب أن يستند إلى التعداد السكاني لعام 1975 وليس على أساس المهاجرين من المغرب في الفترة الانتقالية.  أما الاقتراح الثاني فيدعو إلى إجراء استفتاء بعد خمس سنوات من الحكم الذاتي. وقد قبل المغرب الخطة في البداية وكان من المقرر أن يتم إبرامها في هيوستن. 

## الاتفاق
وعقد بيكر أول محادثات مباشرة بين المغرب وجبهة البوليساريو في لشبونة في 23 يونيو 1997. وقد وافق الطرفان على خطة تحديد هوية الناخبين التي اقترحها بيكر في الجولة الثانية من المحادثات في لندن. كما اتفق الطرفان على وضع أحكام لانسحاب القوات. وقد تناولت الجولة الثالثة من المحادثات التي عقدت في لشبونة يومي 29 و30 أغسطس قضايا السجناء السياسيين ومدونة قواعد سلوك الاستفتاء. الجولة الأخيرة من المحادثات، التي عقدت في معهد بيكر للسياسة العامة في جامعة رايس في هيوستن في الفترة من 14 إلى 16 سبتمبر 1997، أصبحت تعرف باسم اتفاق هيوستن. ووقع الطرفان على الوثيقة النهائية التي تتضمن كافة الاتفاقيات، وتم توثيقها على أنها وثيقة الأمم المتحدة تحت رقم S/1997/742 الفقرة 4-13. وكانت هذه هي المرة الأولى في عملية السلام التي يتم فيها التوقيع على أي اتفاق بين الطرفين.  ونشر الطرفان جدولاً زمنياً لبنود العمل، وأهمها تحديد هوية الناخبين. أراد المغرب زيادة قائمة الناخبين بناء على الإحصاء الذي أجري خلال العهد الإسباني في السبعينيات، في حين رفضت جبهة البوليساريو الاقتراح، مما أدى إلى تعطيل الاستفتاء.  وقد رفض المغرب الخطة لاحقًا وترك بيكر منصبه في عام 2004. 

## روابط خارجية
- المبعوث الخاص للأمين العام للأمم المتحدة بشأن الحكم الذاتي في الصحراء الغربية